# La Veuve rusée
Pour les articles homonymes, voir La Veuve.
La Veuve rusée (La vedova scaltra) est une pièce de théâtre en trois actes de Carlo Goldoni représentée pour la première fois en 1748 à Venise. C'est la première pièce italienne écrite qui garde des éléments de la commedia dell'arte. La pièce est aussi traduite sous le titre La Fine Mouche.

## Intrigue
Rosaura Lombardi, une riche jeune veuve vénitienne, a quatre prétendants de quatre nationalités différentes : Milord Runebif (anglais), Monsieur Le Bleau (français ), Don Alvaro di Castiglia (espagnol), et le comte de Bosco Nero (italien). Chacun d'eux lui fait une cour assidue : l'Anglais lui offre un diamant en cadeau, le Français un portrait, l'Espagnol son arbre généalogique, tandis que l'Italien lui envoie une lettre d'amour teintée de jalousie. Pour délivrer leurs messages ou cadeaux, les prétendants utilisent leurs serviteurs respectifs ou Arlequin. Rosaura est indécise : elle trouve l'Anglais généreux, le Français galant, l'Espagnol respectable, l'Italien passionné. Elle décide donc de mettre leurs sentiments à l'épreuve en se présentant à chacun d'eux déguisée en séduisante compatriote désireuse de vivre une aventure amoureuse. Le seul des quatre qui lui sera fidèle sera le comte italien, et donc le mariage aura lieu avec ce dernier. Runebif et Le Bleau félicitent le comte, tandis que Don Alvaro part agacé.
La pièce est à la fois comédie d'intrigue, de péripéties qui se succèdent, comédie de mœurs avec le comportement de chaque prétendant, mais aussi comédie de caractère : un personnage féminin qui, malgré la pression sociale, veut rester maître de ses choix.

## Adaptations
- 1969 : La Veuve rusée, téléfilm de Jean Bertho
- 1991 : Le Diable à quatre (film franco-italien)